# Badminton-Mannschaftsafrikameisterschaft 2020
Bei der Badminton-Mannschaftsafrikameisterschaft 2020 wurden die afrikanischen Mannschaftstitelträger bei den Damen- und Herrenteams ermittelt. Die Titelkämpfe fanden vom 10. bis zum 13. Februar 2020 in Kairo statt.
Die Meisterschaft war gleichzeitig Qualifikationsturnier für den Thomas Cup 2020 und den Uber Cup 2020.

## Medaillengewinner
| Disziplin  | Gold | Silber                                                                                              | Bronze |
| ---------- | --- | --------------------------------------------------------------------------------------------------- | --- |
| Herrenteam | Algerien Adel Hamek Koceila Mammeri Mohamed Abderrahime Belarbi Youcef Sabri Medel                         | Mauritius Aatish Lubah Georges Paul Jean Bernard Bongout Khabir Teeluck Melvin Appiah Tejraj Pultoo | Südafrika Cameron Coetzer Jarred Elliott Jason Mann Ruan Snyman Robert Summers Bongani von Bodenstein                     |
| Herrenteam | Algerien Adel Hamek Koceila Mammeri Mohamed Abderrahime Belarbi Youcef Sabri Medel                         | Mauritius Aatish Lubah Georges Paul Jean Bernard Bongout Khabir Teeluck Melvin Appiah Tejraj Pultoo | Ägypten Abdelrahman Abdelhakim Monier Fayez Botros Adham Hatem Elgamal Mahmoud Montaser Mohamed Mostafa Kamel Ahmed Salah |
| Damenteam  | Ägypten Nour Ahmed Youssri Jana Ashraf Doha Hany Hadia Hosny Hana Tarek Mohamed Rahma Mohamed Saad Eladawy | Algerien Halla Bouksani Linda Mazri Malak Ouchefoune Ines Ziani                                     | Mauritius Aurélie Allet Lorna Bodha Kobita Dookhee Kate Foo Kune Jemimah Leung For Sang Shaama Sandooyea                  |

## Herrenteams

### Gruppenphase

#### Gruppe A
| Nr. | Team      | Pld | W | L | GW | GL | GD  | SW | SL | SD  | PW  | PL  | PD   | Q |
| --- | --------- | --- | - | - | -- | -- | --- | -- | -- | --- | --- | --- | ---- | - |
| 1   | Algerien  | 3   | 3 | 0 | 14 | 1  | +13 | 28 | 6  | +22 | 687 | 466 | +241 | Q |
| 2   | Mauritius | 3   | 2 | 1 | 11 | 4  | +7  | 24 | 9  | +15 | 628 | 457 | +171 | Q |
| 3   | Uganda    | 3   | 1 | 2 | 5  | 10 | −5  | 13 | 20 | −7  | 532 | 570 | −38  |   |
| 4   | Tunesien  | 3   | 0 | 3 | 0  | 15 | −15 | 0  | 30 | −30 | 260 | 634 | −374 |   |

- Algerien gegen Tunesien

- Mauritius gegen Uganda

- Mauritius gegen Tunesien

- Algerien gegen Uganda

- Uganda gegen Tunesien

- Algerien gegen Mauritius

#### Gruppe B
| Nr. | Team         | Pld | W | L | GW | GL | GD  | SW | SL | SD  | PW  | PL  | PD   | Q |
| --- | ------------ | --- | - | - | -- | -- | --- | -- | -- | --- | --- | --- | ---- | - |
| 1   | Ägypten      | 4   | 4 | 0 | 19 | 1  | +18 | 39 | 6  | +33 | 936 | 496 | +440 | Q |
| 2   | Südafrika    | 4   | 3 | 1 | 14 | 6  | +8  | 30 | 13 | +17 | 825 | 533 | +292 | Q |
| 3   | Marokko      | 4   | 2 | 2 | 12 | 8  | +4  | 26 | 16 | +10 | 770 | 500 | +270 |   |
| 4   | Kamerun      | 4   | 1 | 3 | 5  | 15 | −10 | 10 | 30 | −20 | 468 | 630 | −162 |   |
| 5   | Sierra Leone | 0   | 0 | 0 | 0  | 0  | 0   | 0  | 0  | 0   | 0   | 0   | 0    |   |

- Südafrika gegen Kamerun

- Ägypten gegen Kamerun

- Ägypten gegen Marokko

- Ägypten gegen Südafrika

- Marokko gegen Kamerun

- Südafrika gegen Marokko

### Endrunde
|  | Halbfinale  | Halbfinale  |          |           | Finale      | Finale      |
|  |             |             |          |           |             |             |
|  | 12. Februar |             |          |           |             |             |
|  | Algerien    | 3           |          |           |             |             |
|  | Südafrika   | 0           |          |           | 13. Februar | 13. Februar |
|  |             |             | Algerien | 3         |             |             |
|  | 12. Februar | 12. Februar |          | Mauritius | 2           |             |
|  | Mauritius   | 3           |          |           |             |             |
|  | Ägypten     | 0           |          |           |             |             |
|  |             |             |          |           |             |             |

#### Halbfinale
- Algerien gegen Südafrika

- Mauritius gegen Ägypten

#### Finale
- Algerien gegen Mauritius

## Damenteam
| Nr. | Team      | Pld | W | L | GW | GL | GD  | SW | SL | SD  | PW  | PL  | PD   |
| --- | --------- | --- | - | - | -- | -- | --- | -- | -- | --- | --- | --- | ---- |
| 1   | Ägypten   | 3   | 3 | 0 | 10 | 5  | +5  | 20 | 11 | +9  | 638 | 539 | +99  |
| 2   | Algerien  | 3   | 2 | 1 | 10 | 5  | +5  | 20 | 11 | +9  | 563 | 522 | +41  |
| 3   | Mauritius | 3   | 1 | 2 | 8  | 7  | +1  | 17 | 16 | +1  | 573 | 565 | +8   |
| 4   | Südafrika | 3   | 0 | 3 | 2  | 13 | −11 | 8  | 27 | −19 | 551 | 699 | −148 |

### Jeder gegen jeden
- Ägypten gegen Algerien

- Mauritius gegen Südafrika

- Ägypten gegen Südafrika

- Mauritius gegen Algerien

- Südafrika gegen Algerien

- Ägypten gegen Mauritius